# Tarnowa (powiat wrzesiński)
Tarnowa – wieś w Polsce położona w województwie wielkopolskim, w powiecie wrzesińskim, w gminie Pyzdry.

## Historia
Najstarsza wzmianka o jej istnieniu pochodzi z 1257 roku. 
W latach międzywojennych Józef Kostrzewski, odkrył na terenie wsi obozowisko z dziewiątego tysiąclecia p.n.e. Odkrył wtedy m.in. 274 narzędzia krzemienne. 
W latach 1954–1972 w granicach miasta Pyzdry. Do 1954 w gminie Dłusk, od 1973 w gminie Pyzdry.
W latach 1975–1998 miejscowość należała administracyjnie do województwa konińskiego.